# 粉背瘤足蕨
粉背瘤足蕨（学名：Plagiogyria glauca）也称台湾瘤足蕨、灰背瘤足蕨、弓叶灰背瘤足蕨，为瘤足蕨科瘤足蕨属下的一个种。